# Bársony Aladár
Bársony Aladár, Libschütz Aladár, Lipschütz (Szigetvár, 1886. április 24. – Budapest, 1943. március 1.) magyar színész, rendező.

## Pályafutása
Libschütz Sámuel festő és Brucker Fáni fiaként született. 1907-ben Szabados László társulatánál lépett színi pályára. 1908 és 1911 között Kassán szerepelt. 1912-ben Heves Béla szatmári társulatához került, és 1915 és 1923 között Sebestyén Géza buda-temesvári társulatában volt színész és rendező. 1923-tól 1929-ig Miskolcon, 1930-tól az Új Színházban, 1931-ben az óbudai Kisfaludy Színházban és a Fővárosi Operettszínházban rendezett. 1929. február 6-án, Miskolcon jubilált A Noszty fiú esete Tóth Marival című vígjátékban. 1932-ben megszervezte saját társulatát Magyar Játékszín Kamaratársulat néven, megfordultak Miskolcon, Szegeden, Szentesen, Székesfehérvárott és Győrött is. 1934-ben főrendező lett a Miskolci Nemzeti Színháznál, majd szerepelt még 1935-ben a Bethlen-téri, 1936-ban a Royal, 1937-ben az Andrássy úti Színházban. Ezt követően származása miatt nem engedték színpadra. 1942 októberében és novemberében szerepelt a Goldmark-teremben Szabolcsi Lajos Egy az Isten! /három színjáték/ Az ezüst serleg című darabban. A Pesti Izraelita Hitközség Szabolcs Utcai Kórházában hunyt el. Halálát húgyvérűség okozta.
Felesége Sarkadi Rózsi (Strasser Rózsa, 1885–1963) színésznő. Fiuk László, 1915. július 18-án öt éves korában meghalt.
A Kozma utcai izraelita temetőben nyugszik.

## Filmszerepei
- A kék bálvány (1931) – üzletember
- A 111-es (1937) – szállodaportás a Hotel Sacher-ben

## Könyve
- Isten veled színház!...(Epizódok egy színész életéből) 1906-1941. Miskolc, 1941. Ludvig István Könyvnyomdája.